# IC 498
IC 498 је спирална галаксија у сазвјежђу Мали пас која се налази на листи објеката дубоког неба у Индекс каталогу.
Деклинација објекта је + 5° 16' 50" а ректасцензија 8h 9m 30,3s. Привидна величина (магнитуда) објекта IC 498 износи 13,4 а фотографска магнитуда 14,3. IC 498 је још познат и под ознакама UGC 4255, MCG 1-21-15, CGCG 31-59, VV 526, PGC 22895.